# 關西鄭氏祠堂
24°47′36″N 121°10′40″E / 24.793363°N 121.177773°E
關西鄭氏祠堂，又名鄭成珋公廳，位於臺灣新竹縣關西鎮北斗里，為鄭姓饒平客家人所建，今列新竹縣定古蹟。

## 建築
關西鄭氏祠堂位於新竹客運關西站附近的明德路56號，離關西羅氏宗祠10幾公尺處。相傳創建之初，風水師建議採略偏北的「丑山兼艮」以求財運亨通，但家族決議改採重讀書的「艮山兼丑」，因此坐東北朝西南，以向天公山為屏，朝鳳山溪谷。格局屬於正屋帶左右橫屋的三合院，正身五開間，橫屋闊三開間。風格為傳統客家式合院建築，特色為燕尾屋脊，但燕尾弧度較緩。另一特色是紅磚平磚順砌的牆面，磚頭有特別過油處理，所以磚色特別紅。
大門上題「滎陽世第」堂號。對聯有「祇父恭兄，即是祖宗孝子；光前裕後，便成天地完人」、「虎踞龍蟠，永奠文昭武穆；蛟騰鳳起，端推人傑地靈」等。天井以卵石舖地，有透氣效果。
屋內神龕之所以懸掛匾額「帶草衍派」，是相傳鄭氏先祖某年參加科舉考試時，祖宅長出茂盛的書帶草，後來中舉，後代子孫便以「帶草衍派」自稱。內部陳設早年的農具、書桌、板床等古物，另建一座辦公室。其中，神桌上刻有「康熙五十年八月」，時間是關西鄭氏來臺祖鄭清雅到臺灣的第四年。農曆七月廿九日，鄭清雅來臺紀念日，族人會來此聚集祭祀。
中央三間後牆向後突出，並有一土丘以卵石疊成的化胎，以象徵祖後庇佑子孫之意。花園裡擺放歷代先祖的古墓碑，為族人鄭俊李自1989年開始蒐集齊全。

## 由來

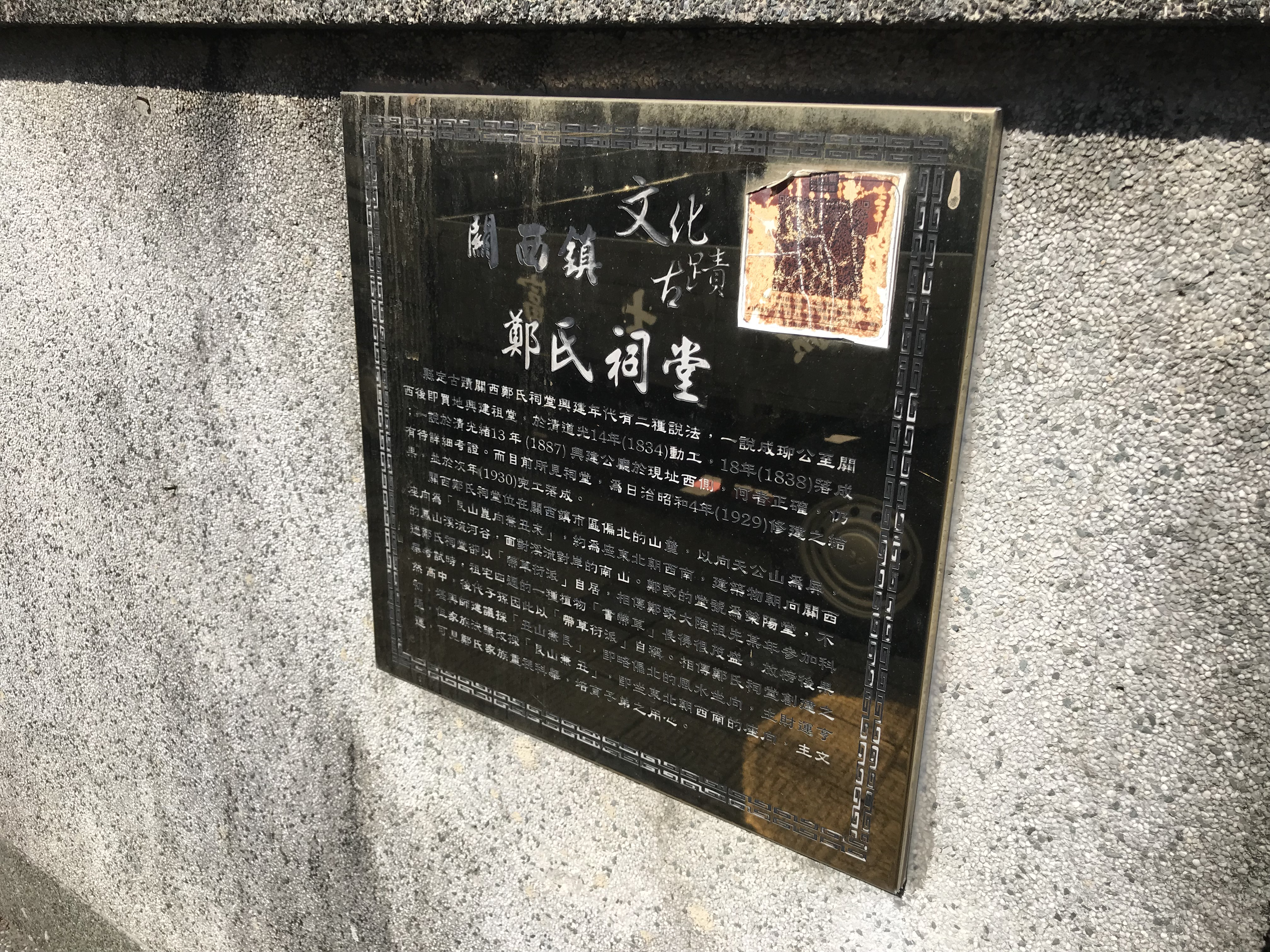
說明牌

關西鄭氏來臺祖鄭清雅，僅二十歲時就在康熙四十六年（1707年）從廣東省饒平縣蓮塘社九村鄉到鶯歌尖山下橋頭開墾。當時，他的故鄉遭遇大規模流行病，五世的族人多因此凋零，因此同輩的六世族人多遷移到外地。後代認為鄭清雅雖在鶯歌開墾，但因某種原因，其墓葬於關西水坑地區。依照饒平家鄉的鄭姓族譜，於乾隆五十二年（1787年），有宗親鄭其華到關西開墾。
18、19世紀之交，一部份北部客家人參加拓墾宜蘭的事業。鄭清雅曾孫鄭成珋便在乾隆末年到宜蘭頭城經營金屬業。19世紀中期，臺灣樟腦、茶葉開始大量外銷，吸引客家族群搬到桃竹苗產地。鄭成珋部份的族人便於道光十四年（1834年）遷到鹹菜甕北門口附近開基立業，也大約在此時建立關西鄭氏祠堂。日後，家族在關西壯大，僅在咸豐八年（1858年）分家所抽出的公嘗租即達一千兩百餘石。
今貌稱為「鄭成珋公廳」的祠堂則是1928年所整修。

## 文保

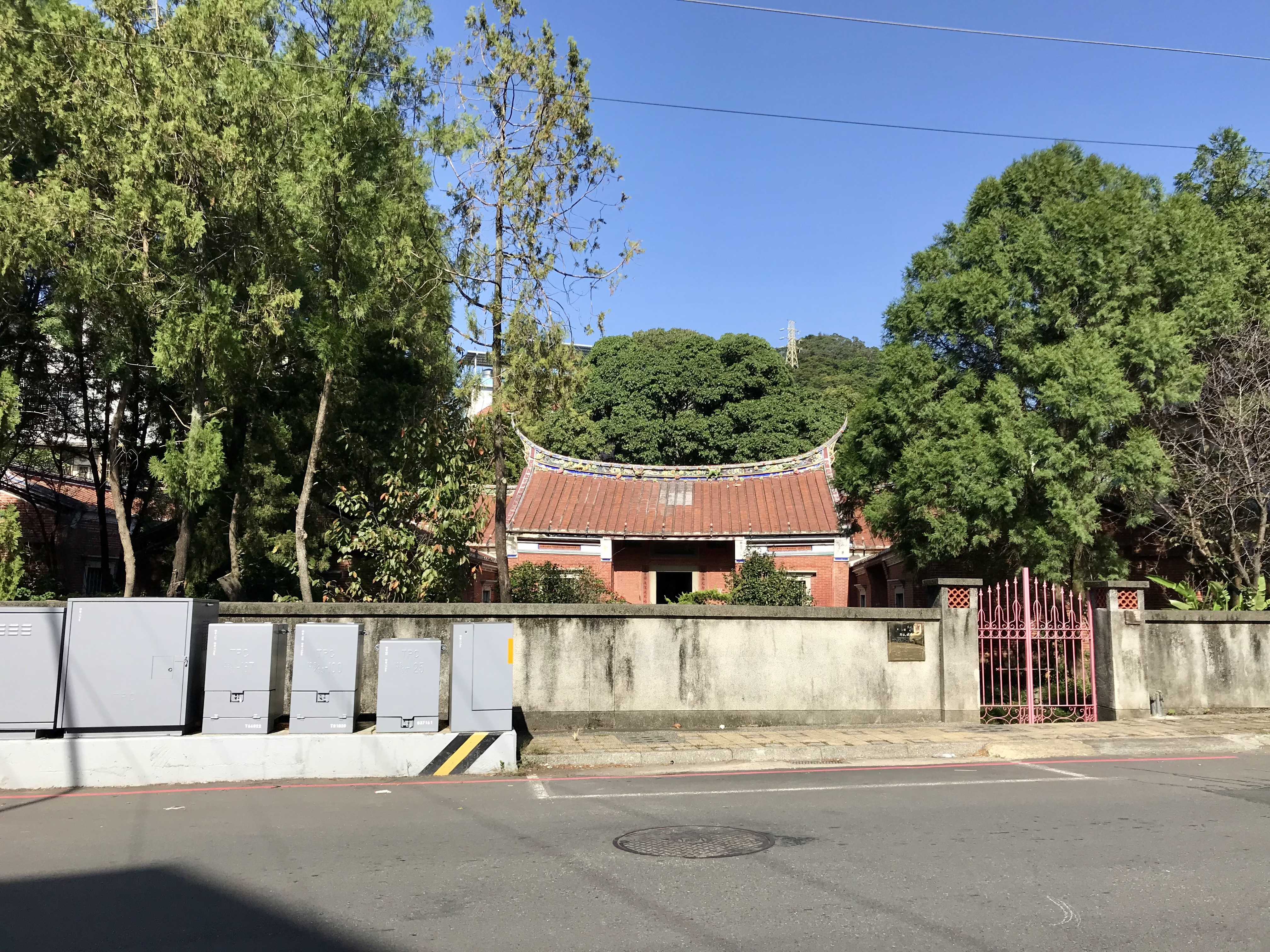
遠照

1970年代，都市計畫將明德路路口處的鄭氏祠堂拆除，以新闢12公尺道路銜接北平路。鄭姓族人於1973年6月6日收到拆除通知後便開始陳情，終於1991年10月19日的台閩地區古蹟評鑑會議通過為三級古蹟，並於1996年10月16日由縣府同意變更道路設計。鄭氏祠堂因縣定古蹟保留後，光復路到了明德路口便停止且在形成了喇叭口，造成日後的交通問題。
九二一地震之後，祠堂正廳上方棟樑，出現彎曲、下塌的情況。1999年，縣府委由建築師徐裕健評估修繕費用，估計新台幣3005萬3206元。由縣府爭取逾1700萬元作重建基金。
2000年8月6日，新竹縣立文化中心出版《新竹縣古蹟圖文集》就收錄關西鄭氏祠堂、新埔劉家祠、新埔上枋寮劉宅、新埔褒忠亭、采田福地、北埔慈天宮等。同月29日，縣長林光華、民政局長黃隆鉅、工務局長林天俊等到關西鄭氏祠堂勘查。12月8日，李乾朗、薛琴、周宗賢、楊仁江等學者審查關西鄭家祠堂修復計畫。
2002年8月5日，由縣長鄭永金、鄭氏祠堂主委鄭俊李、地方仕紳舉行開工儀式。2005年9月18日舉行落成典禮時，縣長鄭永金、鄭氏祠堂主委鄭盛禧向上月去世的鄭俊李表達遺憾之意。因維修時決標公程費僅1820萬，包商修繕前就被引起懷疑品質。修繕完工後，出現外牆剝落、屋頂漏水、供電問題等，引起宗親抱怨。